# 伊藤毅 (建築学者)
伊藤 毅（いとう たけし、1952年 - ）は、日本の建築史家。青山学院大学教授。専攻は土地建築史。国内外の建築物や都市に関して、個々の歴史や関連性を研究している。京都府京都市生まれ。

## 学歴
- 1977年 東京大学工学部建築学科卒業[3]
- 1984年 東京大学大学院工学系研究科建築学専門課程博士課程単位取得退学
- 1987年 東京大学より工学博士の学位を取得（学位論文：『近世大坂成立過程に関する都市史的研究』）

## 職歴
- 1984年6月 東京大学工学部建築学科助手
- 1994年10月 東京大学工学部建築学科助教授
- 1995年4月 東京大学大学院工学系研究科建築学専攻課程助教授
- 2000年11月 東大工学系研究科建築学専攻教授
- 2018年4月 青山学院大学総合文化政策学部教授

## 著書
- 『近世大坂成立史論』生活史研究所、1987
- 『都市の空間史』吉川弘文館、2003
- 『町屋と町並み』山川出版社、2007　日本史リブレット

## 共編著
- 『江戸の広場』吉田伸之、長島弘明共編、東京大学出版会、2005
- 『シリーズ都市・建築・歴史』全10巻 鈴木博之、石山修武、山岸常人共編、東京大学出版会、2005-2006
- 『水辺と都市』吉田伸之共編、山川出版社、2005　別冊都市史研究
- 『江戸とロンドン』近藤和彦共編、山川出版社、2007　別冊都市史研究
- 『バスティード フランス中世新都市と建築』編、中央公論美術出版、2009。共同研究
- 『建築の理 難波和彦における技術と歴史』鈴木博之、佐々木睦朗、石山修武、前真之共編著、彰国社、2010
- 『伝統都市』全4巻　吉田伸之共編、東京大学出版会、2010
- 『危機と都市』フェデリコ・スカローニ、松田法子共編、左右社、2017
- 『フエ　ベトナム都城と建築』編、中央公論美術出版、2018。共同研究
- 『フリースラント　オランダ低地地方の建築・都市・領域』編、中央公論美術出版、2020。共同研究
- 『イタリアの中世都市』編、鹿島出版会 2020。伊藤研究室